# Vladimir Miholjević
Vladimir Miholjević (Zagreb, 18 januari 1974) is een Kroatisch voormalig professioneel wielrenner. Hij reed in zijn loopbaan voor onder meer Liquigas en Alessio. Miholjević was in 2003 de eerste Kroaat die de Ronde van Frankrijk uitreed.
In 2017 en 2018 was hij werkzaam als ploegleider bij Bahrein-Merida Pro Cycling Team.
Zijn jongere broer Hrvoje was eveneens professioneel wielrenner. Hij is de vader van wielrenner Fran Miholjević.

## Belangrijkste overwinningen
1998
 Kroatisch kampioen op de weg, Elite
3e en 5e etappe Ronde van Kroatië
Eindklassement Ronde van Kroatië
2000
 Kroatisch kampioen op de weg, Elite
2e etappe Jadranska Magistrala
Eindklassement Jadranska Magistrala
Ronde van de Doubs
2001
Poreč Trophy
2007
1e etappe Ronde van Italië (ploegentijdrit)
2012
 Kroatisch kampioen op de weg, Elite
 Kroatisch kampioen tijdrijden, Elite

## Resultaten in voornaamste wedstrijden
| Jaar | Ronde van Italië | Ronde van Frankrijk | Ronde van Spanje |
| ---- | ---------------- | ------------------- | ---------------- |
| 2000 |                  |                     |                  |
| 2002 | 35e              |                     | 24e              |
| 2003 | 40e              | 50e                 |                  |
| 2004 | 24e              |                     | 78e              |
| 2005 | 31e              |                     |                  |
| 2006 | opgave           |                     |                  |
| 2007 | 65e              |                     |                  |
| 2008 | 21e              |                     |                  |
| 2009 | 53e              |                     |                  |
| 2010 | 25e              |                     |                  |
| 2011 | 31e              |                     |                  |
| 2012 |                  |                     |                  |

| Jaar | Amstel Gold Race | Luik-Bast.‑Luik | Ronde van Lombardije | Waalse Pijl |  | WK op de weg |  | Wereldranglijsten |
| ---- | ---------------- | --------------- | -------------------- | ----------- |  | ------------ |  | ----------------- |
| 2000 |                  |                 |                      |             |  | 107e         |  |                   |
| 2002 |                  |                 | 22e                  |             |  | 82e          |  |                   |
| 2003 |                  | 65e             |                      | 82e         |  |              |  |                   |
| 2004 | 28e              |                 |                      | 97e         |  |              |  |                   |
| 2005 |                  |                 | 40e                  |             |  |              |  | 167e (UPT)        |
| 2006 |                  |                 |                      |             |  |              |  |                   |
| 2007 |                  |                 |                      |             |  |              |  |                   |
| 2008 |                  |                 |                      |             |  |              |  |                   |
| 2009 |                  |                 |                      |             |  |              |  |                   |
| 2010 |                  |                 |                      |             |  |              |  |                   |
| 2011 |                  |                 |                      |             |  |              |  |                   |
| 2012 |                  |                 |                      |             |  |              |  |                   |

## Ploegen
- 1997 –  KRKA-Telekom Slovenije
- 1998 –  KRKA-Telekom Slovenije
- 1999 –  KRKA-Telekom Slovenije
- 2000 –  KRKA-Telekom Slovenije
- 2001 –  KRKA-Telekom Slovenije
- 2002 –  Alessio
- 2003 –  Alessio
- 2004 –  Alessio-Bianchi
- 2005 –  Liquigas-Bianchi
- 2006 –  Liquigas
- 2007 –  Liquigas
- 2008 –  Liquigas
- 2009 –  Liquigas
- 2010 –  Acqua & Sapone
- 2011 –  Acqua & Sapone
- 2012 –  Acqua & Sapone

Wielerploegen van Vladimir Miholjević
Bertolini · Brognara · Casagranda · Casarotto · Caucchioli · De Paoli · Dufaux · Ferrara · Ferrigato · Frattini · Furlan · Gotti · Hvastija · Ivanov · Leoni · Miholjević · Moreni · Nikačević · Pellizotti · Pieri · Sjefer · Vinale · Zanetti
Baldato · Bertolini · Brognara · Casagranda · Casarotto · Cassani · Caucchioli · Dufaux · Ferrara · Ferrigato · Frattini · Furlan · Ivanov · Lunghi · Marzoli · Miholjević · Moreni · Noè · Pellizotti · Vinale
Andresen (tot 25/04) · Bäckstedt · Baldato · Bertolini · Caucchioli · Ferrara · Furlan · Hvastija · Ivanov · Jørgensen · Ljungqvist · Lunghi · Miholjević · Møller · Moreni · Noè · Pellizotti · Rastelli · Skelde · Sunderland · Tafi
Albasini ·
Andriotto · 
Bäckstedt · 
Calcagni ·
Carlström · 
Cioni ·
Cipollini (tot 30/04) ·
Colli ·
Di Luca ·
Garzelli ·
Gasparotto ·
Gerosa ·  
Ljungqvist ·
Loda · 
Mason · 
Miholjević ·
Milesi ·
Miorin ·  
Mugerli ·
Noè ·
Pagliarini ·
Pellizotti ·
Righetto ·
Sironi ·
Wegelius ·
Zanotti ·
Capecchi (stagiair) ·
Da Dalto (stagiair) ·
Di Lorenzo (stagiair)
Albasini ·
Andriotto · 
Bäckstedt · 
Calcagni ·
Capecchi ·
Carlström · 
Cioni ·
Colli ·
Curtolo ·
Da Dalto ·
Di Luca ·
Failli ·
Garzelli ·
Gasparotto ·
Kreuziger ·  
Loda · 
Miholjević ·
Milesi ·
Mugerli ·
Nibali ·  
Noè ·
Paolini ·
Pellizotti ·
Quinziato ·
Righetto ·
Spezialetti ·
Wegelius ·
Zanini ·
Basso (stagiair) ·
Fornasier (stagiair) 
Albasini ·
Bäckstedt · 
Beltrán · 
Bertagnolli ·
Bodnar ·
Calcagni ·
Capecchi ·
Carlström · 
Cataldo ·
Chicchi ·
Da Dalto ·
Di Luca ·
Failli ·
Fischer ·
Gasparotto ·
Kreuziger ·  
Koetsjynski · 
Miholjević (tot 15/08) ·
Mugerli ·
Nibali ·  
Noè ·
Paolini ·
Pellizotti ·
Petito ·
Pozzato ·
Quinziato ·
Spezialetti ·
Trenti ·
Vanotti ·
Wegelius ·
Willems
Agnoli ·
Albasini ·
Basso · 
Beltrán (tot 30/09) · 
Bennati ·
Bertagnolli ·
Bodnar ·
Carlström · 
Cataldo ·
Chicchi ·
Corioni ·
Curtolo ·
Da Dalto ·
Fischer ·
Franzoi ·
Kreuziger ·  
Koetsjynski · 
Miholjević ·
Mugerli ·
Nibali ·  
Noè ·
Pellizotti ·
Petito (tot 15/04) ·
Pozzato ·
Quinziato ·
Santaromita ·
Štangelj ·
Trenti ·
Vanotti ·
Wegelius ·
Willems ·
Da Ros (stagiair) ·
Guarnieri (stagiair)
Agnoli ·
Basso · 
Bennati ·
Bodnar ·
Carlström · 
Chicchi ·
Corioni ·
Da Ros (tot 31/03) ·
Fischer ·
Franzoi ·
Guarnieri ·
Kreuziger ·  
Koetsjynski · 
Miholjević ·
Nibali ·  
Noè (tot 30/04) ·
Oss ·
Pellizotti ·
Quinziato ·
Sabatini ·
Santaromita ·
Štangelj ·
Szmyd ·
Vandborg ·
Vanotti ·
Willems ·
Zaugg ·
Benedetti (stagiair) · 
Paterski (stagiair)